# Hans Lagerqvist
Hans Lagerqvist (Gotemburgo, Suecia, 28 de abril de 1940-22 de julio de 2019) fue un atleta sueco especializado en la prueba de salto con pértiga, en la que consiguió ser subcampeón europeo en pista cubierta en 1972.

## Carrera deportiva
En el Campeonato Europeo de Atletismo en Pista Cubierta de 1972 ganó la medalla de plata en el salto con pértiga, con un salto por encima de 5.40 metros, siendo superado por el alemán Wolfgang Nordwig  (oro también con 5.40 metros pero en menos intentos) y por delante del finlandés Antti Kalliomäki  (bronce con 5.30 metros).